# Балкачи
Балкачи — деревня в Кудымкарском районе Пермского края. Входила в состав Ленинского сельского поселения. Располагается южнее от города Кудымкара. Расстояние до районного центра составляет 35 км. По данным Всероссийской переписи населения 2010 года, в деревне проживало 38 человек (22 мужчины и 16 женщин).

## История
По данным на 1 июля 1963 года, в деревне проживало 143 человека. Населённый пункт входил в состав Ленинского сельсовета.